# جيمس دبليو. ماسون
جيمس دبليو. ماسون (بالإنجليزية: James W. Mason)‏ هو سياسي أمريكي، ولد في 1841 بمقاطعة تشيكوت في الولايات المتحدة، وتوفي في 1875. انتخب عضو مجلس ولاية أركنساس.